# Merchantville
Merchantville es un borough ubicado en el condado de Camden en el estado estadounidense de Nueva Jersey. En el año 2010 tenía una población de 3.821 habitantes y una densidad poblacional de 2.388,13 personas por km².

## Geografía
Merchantville se encuentra ubicado en las coordenadas 39°57′00″N 75°03′01″O / 39.95000, -75.05028.

## Demografía
Según la Oficina del Censo en 2000 los ingresos medios por hogar en la localidad eran de $49,392 y los ingresos medios por familia eran $60,652. Los hombres tenían unos ingresos medios de $43,375 frente a los $30,771 para las mujeres. La renta per cápita para la localidad era de $25,589. Alrededor del 6.8% de la población estaba por debajo del umbral de pobreza.